# Distretto di Dang (Nepal)
Il distretto di Dang, detto anche di Dang Deukhuri, è un distretto del Nepal. In seguito alla riforma costituzionale del 2015 fa parte della provincia di Lumbini, che fino al 6 ottobre 2020 era chiamata provincia No. 5.
Geograficamente il distretto appartiene alla zona pianeggiante del Terai interno con le due valli parallele del Dang a nord e del Deukhuri a sud. La valle di Deukhuri è più lunga e stretta ed è attraversata in tutta la sua lunghezza dal fiume Rapti (affluente del Karnali), è delimitata a sud dalle colline di Siwalik dette Dunduwa, che formano anche il confine con l'India, e a nord dalle colline dette Dang. A nord di queste colline si trova la valle di Dang, più ampia ma meno lunga di quella di Deukhuri, che grazie a un'altitudine maggiore ha un clima più asciutto. La valle sale gradualmente verso nord fino ad incontrare le pendici delle Mahabharat Lekh.

## Municipalità
Il distretto è composto da dieci municipalità, due sono sub-urbane, una urbana e sette rurali.
- Ghorahi
- Tulsipur
- Lamahi
- Gadhawa
- Rajpur, Rapti
- Shantinagar, Rapti
- Rapti, Dang
- Banglachuli
- Dangisharan
- Babai, Dang